# Embalse del Ebro - Monte Hijedo
Embalse del Ebro - Monte Hijedo este o arie protejată (arie specială de conservare — SAC, sit de importanță comunitară — SCI) din Spania întinsă pe o suprafață de 7.300,5 ha, integral pe uscat.

## Localizare
Centrul sitului Embalse del Ebro - Monte Hijedo este situat la coordonatele 42°58′29″N 3°54′57″W / 42.9746°N 3.9159°V.

## Înființare
Situl Embalse del Ebro - Monte Hijedo a fost declarat sit de importanță comunitară în iulie 2000 pentru a proteja 1 specie de plante și 6 specii de animale. Situl a fost protejat și ca arie specială de conservare în septembrie 2015.

## Biodiversitate
Situată în ecoregiunea atlantică, aria protejată conține 22 de habitate naturale: Depresiuni pe substraturi de turbă de Rhynchosporion, Păduri de stejar galițio-portugheze cu Quercus robur și Quercus pyrenaica, Păduri de fag acidofile atlantice, cu subarboret de Ilex și, uneori, de asemenea, Taxus, la nivelul arbuștilor (Quercion robori-petraeae sau Ilici-Fagenion), Cursuri de apă de la nivel de câmpie la nivel montan, cu vegetație Ranunculion fluitantis și Callitricho-Batrachion, Pante stâncoase silicioase cu vegetație casmofită, Ape oligotrofe din câmpii nisipoase, cu un conținut foarte redus de minerale (Littorelletalia uniflorae), Roci stâncoase cu vegetație pionieră de Sedo-Scleranthion sau Sedo albi-Veronicion dillenii, Păduri de Ilex aquifolium, Formațiuni ierboase bogate în specii de Nardus, dezvoltate pe substraturi silicioase în zone montane (și în zone submontane, în Europa continentală), Mlaștini turboase de tranziție și turbării mișcătoare, Pajiști umede atlantice temperate cu Erica ciliaris și Erica tetralix, Turbării active, Liziere de ierburi înalte hidrofile de câmpie și de nivel montan până la alpin, Iazuri temporare mediteraneene, Lacuri și iazuri distrofice naturale, Lacuri eutrofice naturale cu vegetație de tip Magnopotamion sau Hydrocharition, Fânețe de joasă altitudine (Alopecurus pratensis, Sanguisorba officinalis), Ape puternic oligomezotrofe cu vegetație bentonică cu Chara spp., Grohotișuri termofile și vest-mediteraneene, Pajiști cu Molinia pe soluri calcaroase, turboase sau argilos-nămoloase (Molinion caeruleae), Mlaștini calcaroase cu Cladium mariscus și specii de Caricion davallianae, Pajiști uscate europene.
La baza desemnării sitului se află mai multe specii protejate:
- plante (1): Narcissus pseudonarcissus subsp. nobilis
- amfibieni (2): Discoglossus galganoi, Discoglossus jeanneae
- mamifere (2): Galemys pyrenaicus, vidră de râu (Lutra lutra)
- pești (2): Achondrostoma arcasii, Parachondrostoma miegii

Pe lângă speciile protejate, pe teritoriul sitului au mai fost identificate 24 de specii de plante, 8 specii de amfibieni, 6 specii de mamifere, 1 specie de pești, 3 specii de reptile.